# Atriplex angulata
Atriplex angulata är en amarantväxtart som beskrevs av George Bentham. Atriplex angulata ingår i släktet fetmållor, och familjen amarantväxter. Arten förekommer tillfälligt i Sverige, men reproducerar sig inte.